# M61 Vulcan
El M61 Vulcan es un cañón rotativo, tipo Gatling, de seis cañones de calibre 20 mm con una cadencia de tiro muy elevada. Es accionado neumática o hidráulicamente, disparado eléctricamente y refrigerado por aire. El M61 y sus derivados han sido el principal armamento de cañones de los aviones militares estadounidenses durante las últimas cinco décadas. Originalmente fue fabricado por General Electric, y tras varias fusiones y adquisiciones, actualmente es producido por General Dynamics.

## Desarrollo
A finales de la Segunda Guerra Mundial, el Ejército de Estados Unidos consideró el nuevo futuro de los cañones aire-aire. Las altas velocidades de los cazas de motor de reacción significaban menor precisión para los cañones. Aunque los diseños alemanes capturados, como el del Mauser MG 213 C, mostraban el potencial del cañón revólver, su velocidad de disparo era aún limitada. El ejército quería algo mejor, combinando una gran velocidad de disparo con una fiabilidad excepcional.
En respuesta a este pedido, la División de Armamentos de General Electric revivió una vieja idea: las armas multicañón Gatling. La idea original había sido descartada porque este tipo de arma necesita una fuente de energía externa para poder girar, pero la nueva generación de aviones a reacción ofrecía la suficiente electricidad para operar el arma. Con múltiples cañones, la cadencia de fuego por cañón es menor a la de un cañón automático convencional, pero dando una cadencia de fuego total mayor.
El ejército firmó el contrato en 1946 con General Electric para el "Proyecto Vulcan", un cañón automático rotativo de seis cañones, capaz de disparar 6000 balas por minuto. Aunque los diseñadores europeos preferían munición de 30 mm para un mayor poder de impacto, Estados Unidos escogió munición de 20 mm para mayor velocidad de disparo. Los primeros prototipos, llamados T-171, fueron probados en tierra en 1949.
El desarrollo del F-104 reveló que el Vulcan (posteriormente nombrado M61) sufría problemas al presentar daños por alimentación con objetos extraños, comúnmente casquillos vacíos. Se creó un nuevo sistema para el mejorado M61A1, el cual seguidamente se convirtió en el cañón automático estándar de los cazas de Estados Unidos. Es probable que permanezca en servicio por lo menos otros diez años.

## Descripción
El Vulcan es un cañón automático Gatling: cada uno de los seis cañones dispara una vez en cada revolución. Los múltiples cañones proveen una cadencia de fuego muy alta (alrededor de 100 disparos por segundo) y contribuyen a una larga vida útil del arma, minimizando la fricción y el calor de un solo cañón. El tiempo entre fallos es de aproximadamente 10 000 disparos, haciéndola un arma extremadamente útil.

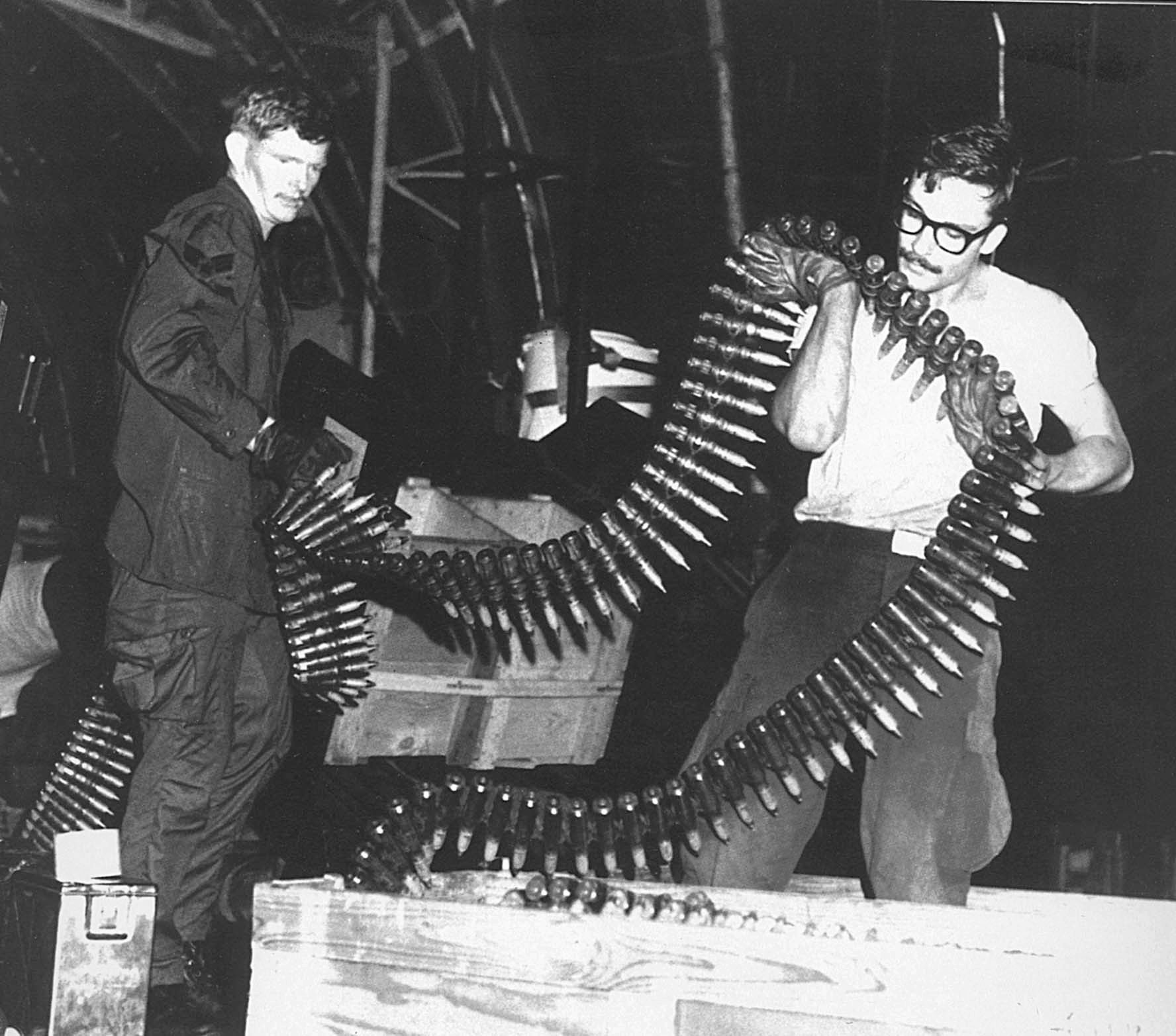
Munición del M61

El M61 inicial usaba cintas de munición, pero la eyección del casquillo causó graves problemas. La versión original fue reemplazada por el M61A1, con un sistema de alimentación con proyectiles sueltos. Dependiendo de la aplicación, el sistema de alimentación puede ser de un solo final (single-ended; expulsando los casquillos) o de doble final (regresando los casquillos al contenedor). La desventaja del M61 es que el tamaño del arma y su sistema de alimentación lo hacen difícil de colocar en un fuselaje pequeño. El sistema de alimentación debe ser diseñado específicamente para cada aplicación agregando de 140 a 190 kg al arma. La mayor parte de las instalaciones en los cazas son de doble final, porque la expulsión de los casquillos puede causar daños a los motores y porque la retención de casquillos vacíos contribuye a mantener el centro de gravedad del avión. El primer avión en llevar el M61A1 fue el modelo D del F-104, en 1959.
Una versión más ligera del Vulcan fue desarrollada para el F-22 Raptor, el M61A2. Es mecánicamente igual que el M61A1, pero con cañones más delgados para reducir la masa total a 91,6 kg. El rotor y otras partes han sido modificadas para eliminar piezas de metal que no sean absolutamente necesarias o reemplazarlas por materiales de menor peso. El F/A-18E/F también usa esta versión.
La cadencia de fuego del Vulcan es usualmente 6000 disparos por minuto, aunque algunas versiones (como la del AMX y la del F-106 Delta Dart) tienen una cadencia menor. Otras tienen cadencia seleccionable, de entre 4000 y 6000 disparos por minuto. Los cañones ligeros del M61A2 permiten una cadencia de hasta 6600 disparos por minuto.
Hasta finales de la década de 1980, el M61 usó principalmente munición M50 de varios tipos. Se introdujo un nuevo tipo de munición hacia 1988, la PGU-28, que es actualmente la estándar. La PGU-28 tuvo algunos problemas. En el año 2000, la USAF (United States Air Force, Fuerza Aérea de los Estados Unidos) reportó 24 detonaciones prematuras (causando daños serios en algunos casos) en 12 años, comparado con los 2 errores de toda la historia de la munición M56. El informe estima que la actual PGU-28/B tiene un potencial de error 80 veces el permitido por los estándares de la USAF. 

## Aplicaciones
El Vulcan fue usado por primera vez por el F-104 Starfighter. También fue utilizado por el F-105 Thunderchief en combate contra los MiG de diseño soviético en Vietnam. Fue incluido en las versiones de la USAF del A-7D que reemplazó el cañón doble estándar de la U.S. Navy, quien posteriormente lo usó.
También fue incluido en la versión de superioridad aérea del F-4E Phantom II, el cual no incluía cañón en las versiones anteriores, porque se creía que el combate BVR (Beyond-Visual-Range, más allá del alcance visual) con los misiles AIM-7 Sparrow había hecho que los cañones automáticos fueran obsoletos. La experiencia de combate en Vietnam mostró que había muchas situaciones en las que un cañón automático podía ser más efectivo que un misil, y que un cañón automático interno era más satisfactorio que uno montado en un contenedor colgado del ala.
El Vulcan fue instalado posteriormente en algunos modelos del F-106 Delta Dart y en el F-111 Aardvark. También fue adoptado por algunos cazas de superioridad aérea, como el F-15 Eagle, el F-14 Tomcat, el F-16 Fighting Falcon y el F/A-18 Hornet. Asimismo fue instalado en algunos aviones como el AMX italiano/brasileño y el F-22 Raptor. Fue puesto como armamento lateral en el AC-119 y en el AC-130, y como armamento en la cola de los bombarderos como el Convair B-58 Hustler y el Boeing B-52H Stratofortress.

## Especificaciones (M61A1)
- Tipo: Cañón rotativo de seis cañones
- Calibre: 20 mm
- Operación: operado hidráulicamente, disparado eléctricamente
- Longitud: 188 cm
- Peso (sin sistema de alimentación): 112 kg
- Cadencia: 6.000 disparos/min (pruebas de laboratorio)